# Liste der denkmalgeschützten Objekte in Muhr (Salzburg)
Die Liste der denkmalgeschützten Objekte in Muhr enthält die 4 denkmalgeschützten, unbeweglichen Objekte der Gemeinde Muhr im Salzburger Bezirk Tamsweg.

## Denkmäler
| Foto |                 | Denkmal                                                                  | Standort                              | Beschreibung | Metadaten |
| ---- | --------------- | ------------------------------------------------------------------------ | ------------------------------------- | --- | --- |
| ja   | Datei hochladen | Muritzenkapelle, St.-Hubertus-Kirchlein HERIS-ID: 27412 Objekt-ID: 23939 | Standort KG: Hintermuhr               | Die 1884 errichtete Kapelle steht nordöstlich der Muritzenalmen auf einem Hang. Ein hölzernes Vordach schützt das Spitzbogenportal an der Westseite. | BDA-Hist.: Q37911149 Status: § 2a Stand der BDA-Liste: 2025-06-30 Name: Muritzenkapelle, St.-Hubertus-Kirchlein GstNr.: .136 Muritzenkapelle, Muhr |
| ja   | Datei hochladen | Pfarrhof HERIS-ID: 27409 Objekt-ID: 23936                                | Vordermuhr 1 Standort KG: Vordermuhr  | Der zweigeschoßige barocke Pfarrhof mit steilem Walmdach steht in einer Achse mit der Kirche. | BDA-Hist.: Q37911098 Status: § 2a Stand der BDA-Liste: 2025-06-30 Name: Pfarrhof GstNr.: .2 Pfarrhof Muhr                                          |
| ja   | Datei hochladen | Bauernhaus, Lazaruskeusche HERIS-ID: 27431 Objekt-ID: 23958              | Vordermuhr 14 Standort KG: Vordermuhr | | BDA-Hist.: Q37911324 Status: Bescheid Stand der BDA-Liste: 2025-06-30 Name: Bauernhaus, Lazaruskeusche GstNr.: 50 Bauernhaus Vordermuhr 14         |
| ja   | Datei hochladen | Kath. Pfarrkirche hl. Rupert HERIS-ID: 27411 Objekt-ID: 23938            | Standort KG: Vordermuhr               | Die Pfarrkirche steht südlich oberhalb der Ortschaft am Berghang. Teile des Westturms und des westlichen Langhauses sind noch spätgotisch. Ansonsten ist die Kirche seit einer Erweiterung im Jahr 1732 vom Barockstil geprägt. Der Säulenhochaltar stammt aus dem Jahr 1732, die barocken Seitenaltäre aus der 2. Hälfte des 17. Jahrhunderts. | BDA-Hist.: Q37911133 Status: § 2a Stand der BDA-Liste: 2025-06-30 Name: Kath. Pfarrkirche hl. Rupert GstNr.: .1 Pfarrkirche hl. Rupert, Muhr       |